# Anne Rice
Anne Rice (Nueva Orleans, Luisiana; 4 de octubre de 1941-Rancho Mirage, California; 11 de diciembre de 2021) fue una escritora estadounidense autora de best-sellers de temática gótica y religiosa.
Su obra más conocida es la serie literaria Crónicas vampíricas, cuya temática principal es el amor, la muerte, la inmortalidad, el existencialismo y las condiciones humanas. De sus libros se han vendido cerca de cien millones de ejemplares, convirtiéndola en una de las escritoras más leídas a nivel mundial.

## Biografía
Nacida bajo el nombre de «Howard Allen O'Brien» en Nueva Orleáns en una familia católica de origen irlandés, desde pequeña cambió su nombre a «Anne». Era la segunda de cinco hermanas y su hermana mayor Alice Borchardt también sería escritora. Su padre viudo volvió a casarse y en 1958 trasladó a la familia a Texas. Allí en el instituto conoció y en 1961 se casó con el poeta y pintor Stan Rice, permaneciendo casados durante cuarenta y un años hasta la muerte de este en 2002. Se mudaron a California en 1962 y tuvieron dos hijos: una niña, Michele, nacida en 1966, que murió de leucemia a los cinco años de edad, y el futuro escritor Christopher Rice que nació en 1978.
Desde pequeña estuvo interesada en temas de vampiros y brujas. En su carrera como escritora, también publicaría con los pseudónimos Anne Rampling y A.N. Roquelaure, este último en sus primeros años y para temas más orientados a adultos, sus libros mezclan constantemente horror y lujuria, destacándose en sus historias de ficción los sentimientos homoeróticos que sienten sus personajes. Sus obras más importantes bajo estos pseudónimos forman la Tetralogía de la bella Durmiente, donde Rice dejó volar su imaginación situando la acción en parajes lejanos y palacios.
Tras graduarse en escritura creativa, su primer libro, Entrevista con el vampiro en español, fue escrito en 1973 aún sumida en la pérdida de su hija y publicado en 1976 tras varios rechazos editoriales. Las críticas fueron negativas y provocó que se alejara un tiempo de la temática sobrenatural. La publicación en 1985 de Lestat el vampiro (The Vampire Lestat) fue mucho más positiva. Rice se compró una casa antigua en Nueva Orleáns y allí pasó a residir el matrimonio Rice. Para celebrar el regreso a su ciudad natal, escribió La hora de las brujas, publicada en 1990 e inicio de la saga de Las brujas de Mayfair. En 1994 escribió el guion para la película que Neil Jordan realizó basada en su libro de debut y protagonizada por Kirsten Dunst, Tom Cruise, Brad Pitt y Antonio Banderas, cuyo éxito dio a la escritora fama internacional. En 2002, Michael Rymer llevó a la pantalla el tercer libro de la serie Crónicas Vampíricas, titulado Queen Of The Damned (La reina de los condenados). La película fue criticada por su falta de coherencia respecto al libro original. El segundo libro de la saga, Lestat el vampiro se convirtió en un musical de Broadway.
En diciembre de 1998 a Rice se le diagnosticó diabetes cuando entró en un coma diabético. Desde que empezó a seguir un tratamiento con insulina, Rice fue una activista para que la gente se haga exámenes para diagnosticar la diabetes. Debido a su eterna batalla contra el sobrepeso, así como la depresión causada por la enfermedad y muerte de su esposo en diciembre de 2002, Rice llegó a pesar 230 libras (115 kilos). Cansada de la apnea al dormir, la movilidad limitada y otros problemas de la obesidad, se sometió a una cirugía de bypass gástrico el 15 de enero de 2003.
El 30 de enero de 2004, anunció que dejaba Nueva Orleans para mudarse al suburbio de Jefferson Parish (Luisiana). Puso la más grande de sus tres casas en venta y planeaba vender las otras dos. Vivía sola desde la muerte de su esposo y la mudanza de su hijo a otro estado. Aunque algunos aseguraron que deseaba más privacidad debido a los fanáticos que llegaban a acampar días enteros en las afueras de su casa, llegando a ser contadas hasta doscientas personas esperándola después de su asistencia al servicio dominical en la iglesia. También era muy requerida en las firmas de libros para los fanes del género.
Pasó por un mal momento profesional cuando tuvo la oportunidad de leer unas malas reseñas que escribieron algunos usuarios de Amazon.com sobre su libro Cántico de sangre. La actitud de la escritora fue calificada de ridícula y fuera de lugar.
En 2009 salió a la luz su nueva novela La hora del ángel aunque en España no vio la luz hasta 2010, la primera novela de la saga Songs of the Seraphim (Crónicas angélicas, en España). La segunda parte se publicó en 2011, con el título La Prueba del ángel. Finalmente en septiembre de 2012, la escritora norteamericana se decidió por una novela que trataba la temática de los licántropos con el libro El Don del Lobo.

## Conversión al cristianismo

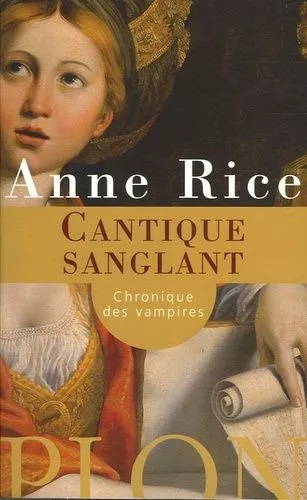
Portada de la primera edición francesa de "Cantique Sangre" publicada por Plon (2005). Ilustración: detalle del cuadro "La Sibila de Cumas" del artista Domenichino (hacia 1617).

En 1998, después de pasar la mayor parte de su vida adulta como una autora partidaria del ateísmo, Rice se convirtió al cristianismo.

«Creo que mi partida fue algo que les pasa a muchas personas jóvenes. Estaba fuera del ambiente en el cual había crecido, y estaba en una universidad secular. Estaba muy confundida, y era una crisis de querer conocer el mundo moderno y querer leer los filósofos modernos y querer explorar millones de cosas. Creo que la crisis pudo haberse evitado si quizás hubiera estado en una universidad católica o en otro ambiente, no sé. Pero si sé que muchas personas pierden la fe en esa etapa de sus vidas y regresan más tarde.»

En octubre de 2005, anunció en la revista Newsweek que a partir de ese momento en adelante «sólo escribiré sobre Jesús, nuestro Señor.» Su primer libro en esta línea se tituló Christ the Lord: Out of Egypt (El Mesías: El niño judío), el comienzo de una planeada trilogía que pretendía narrar la cronología de la vida de Jesús, pero de la que solo escribió otro libro, abarcando la infancia y primeros años. Con este hecho se suponía que terminaría la saga de Crónicas Vampíricas y de Las Brujas de Mayfair siendo por tanto Cántico de sangre el último libro de la saga, ya que en una entrevista con Christianity Today titulada «Entrevista con una penitente», Rice declaró que nunca volvería a escribir una novela de vampiros y afirmó:

«Nunca volveré a hacerlo, ni siquiera aunque me dijeran "te vas a arruinar, ¡tienes que escribir otro libro de vampiros!"; diré que no. No tengo elección, ¡sería una tonta para toda la eternidad por haberle dado la espalda a mi Señor!.»

Algunos de sus fanáticos reaccionaron con sorpresa ante la noticia de su conversión religiosa y literaria, criticándola en artículos de revistas, blogs de internet y comentarios en la red. Rice respondió en un mensaje de Amazon.com:

«¡Sí, no hay más Crónicas! ¡Gracias al Señor!.»

Sin embargo, en una entrevista con TIME, Rice comentó que podría escribir una novela más de la serie, que confirmó en su sitio web, pero que sería una novela cristiana con el tema de la redención, relacionado con Lestat y la Talamasca. Posteriormente cambió de idea y publicó un anuncio en su sitio web negándose a escribir un libro semejante. También se rumoreó que estaba trabajando junto con un estudio de filmación muy conocido para relanzar la saga de Crónicas vampíricas al cine. 
En octubre del año 2008 publicó su autobiografía: Called Out of Darkness: A Spiritual Confession (La llamada de la Oscuridad: una Confesión Espiritual), donde detalla su educación católica y su posterior regreso al catolicismo. Sin embargo, a pesar de su regreso, no compartía todas las posturas de la iglesia sobre temas sociales: Anne Rice era defensora del derecho al aborto. Anne insistía a menudo en estas opiniones cuando se la consultaba al respecto.
Finalmente, el 29 de julio de 2010 declaró a la revista The Advocate: 

«Para aquellos a quienes les importe y entiendo si a usted no le importa, hoy dejo de ser cristiana, estoy fuera. Sigo comprometida con Cristo, como siempre, pero no sigo siendo "cristiana" o siendo parte de la cristiandad. Es simplemente imposible para mí pertenecer a este grupo pendenciero, hostil, discutidor y merecidamente infame. Por diez años lo intenté... fallé, estoy fuera. Mi conciencia no me permite seguir[...]. En el nombre de Cristo, me niego a ser antigay, me niego a ser antifeminista, me niego a ser anticontrol de la natalidad, me niego a ser antidemócrata, me niego a ser antihumanismo secular, me niego a ser anticiencia, me niego a ser antivida. En el nombre de Cristo, dejo el cristianismo y el ser cristiana. Amén.»

Con la publicación en 2014 de Príncipe Lestat retomó su personaje icónico y las Crónicas vampíricas, a las que seguirían Príncipe Lestat y el Reino de la Atlántida (2016) y La comunidad de la sangre: un cuento del príncipe Lestat (2018), antes de su repentino fallecimiento.

## Muerte
Rice falleció debido a complicaciones tras sufrir un derrame cerebral en un hospital en Rancho Mirage, California, el 11 de diciembre de 2021, a la edad de 80 años. Su hijo Christopher informó que planeaba sepultarla en el mausoleo familiar en Nueva Orleans.

## Obras

### Novelas
Universo Crónicas vampíricas (The Vampire Chronicles)
Serie Crónicas vampíricas (The Vampire Chronicles):
1. Entrevista con el vampiro o Confesiones de un vampiro (Interview with the Vampire; 1976), ISBN 0-394-49821-6[3][4]
2. Lestat el vampiro (The Vampire Lestat; 1985), ISBN 1-127-49040-0[4]
3. La reina de los condenados (The Queen of the Damned; 1988), ISBN 978-0394558233[4]
4. El ladrón de cuerpos (The Tale of the Body Thief; 1992), ISBN 978-0-679-40528-3[4]
5. Memnoch el diablo (Memnoch The Devil; 1995), ISBN 0-679-44101-8[4]
6. El vampiro Armand (The Vampire Armand; 1998), ISBN 978-0-679-45447-2[4]
7. Merrick (2000) (*), ISBN 0-679-45448-9[4]
8. Sangre y oro (Blood and Gold; 2001), ISBN 0-679-45449-7[4]
9. El santuario (Blackwood Farm; 2002) (*), ISBN 0-345-44368-3[4]
10. Cántico de sangre (Blood Canticle; 2003) (*), ISBN 0-375-41200-X[4]
11. El príncipe Lestat (Prince Lestat; 2014), ISBN 978-0-307-96252-2[5]
12. El príncipe Lestat y los reinos de la Atlántida (Prince Lestat and the Realms of Atlantis; 2016), ISBN 978-038535379-3[4]
13. La comunidad de la sangre (Blood Communion: A Tale of Prince Lestat; 2018), ISBN 978-1524732646[4]

Serie Nuevas historias de vampiros, o Nuevas crónicas vampíricas (New Tales of the Vampires):
1. Pandora (Pandora; 1998), ISBN 0-375-40159-8[6]
2. Vittorio el vampiro (Vittorio the Vampire; 1999), ISBN 0-375-40160-1[6]

Serie Las brujas de Mayfair (Lives of the Mayfair Witches):
1. La hora de las brujas (The Witching Hour; 1990), ISBN 0-394-58786-3[4]
2. La voz del Diablo (Lasher; 1993), ISBN 0-679-41295-6[4]
3. Taltos (Taltos; 1994), ISBN 0-679-42573-X[4]

(*) Las novelas Merrick, El santuario y Cántico de sangre, de la serie Crónicas vampíricas, son un cruce con la serie Las brujas de Mayfair, por lo que también pueden englobar se en esta última.  Con esto se fusionan ambas mitologías, el vampirismo y la hechicería.
Serie Ramsés el Maldito (Ramses the Damned)
1. La momia o Ramsés el Maldito (The Mummy, or Ramses the Damned; 1989), ISBN 0-345-36000-1[4]
2. Ramsés el Maldito: La pasión de Cleopatra (Ramses the Damned: The Passion of Cleopatra; 2017), con Christopher Rice, ISBN 978-1-101-97032-4[7]
3. Ramsés el Maldito: El reinado de Osiris (Ramses the Damned: The Reign of Osiris; 2022), con Christopher Rice, ISBN 978-1524732646[8]

Serie El Mesías (Christ the Lord)
1. El Mesías: El niño judío (Christ the Lord: Outlook of Egypt; 2005), ISBN 0-375-41201-8[6]
2. El Mesías: Camino a Caná (Christ the Lord: The Road to Cana; 2008), ISBN 067697807X[6]

Serie Crónicas angélicas (Songs of the Seraphim)
1. La hora del ángel (Angel Time; 2009), ISBN 978-1-4000-4353-8[6]
2. La prueba del ángel (Of Love and Evil; 2010), ISBN 0-676-97809-6[6]

Serie Crónicas del lobo (The Wolf Gift Chronicles)
1. El don del lobo (The Wolf Gift; 2012), ISBN 978-0-307-59511-9[6]
2. Los lobos del invierno (The Wolves of Midwinter; 2013), ISBN 978-0-385-34996-3[6]

Serie La Bella Durmiente (The Sleeping Beauty Quartet)
(escritas bajo el seudónimo de A. N. Roquelaure)
1. El rapto de la Bella Durmiente (The Claiming of Sleeping Beauty; 1983), ISBN 0-452-26656-4[4]
2. El castigo de la Bella Durmiente (Beauty's Punishment; 1984), ISBN 0-525-48458-2[4]
3. La liberación de la Bella Durmiente (Beauty's Release; 1985), ISBN 0-452-26663-7[4]
4. El reino de la Bella Durmiente (Beauty's Kingdom; 2015), ISBN 978-0-525-42799-5[4]

Independientes
- La noche de todos los Santos (The Feast of All Saints; 1979), ISBN 978-0671247553[6]
- Un grito al cielo (Cry to heaven; 1982), ISBN 978-0-385-12167-5[6]
- El sirviente de los huesos (Servant of the Bones; 1996), ISBN 978-0676970036[6]
- Violín (Violin; 1997), ISBN 0-679-43302-3[6]

Escritas bajo el seudónimo de Anne Rampling:
- Hacia el Edén (Exit to Eden; 1985), ISBN 0-87795-609-X[9]
- Belinda (Belinda; 1986), ISBN 0-87795-826-2[9]

### Cuentos
- "October 4, 1948" (1965)[10]
- "Nicholas and Jean" (1966)[11][10]
- "The Art of the Vampire at Its Peak in the Year 1876, or, Armand's Lesson" (1979)[12]
- "The Master of Rampling Gate" (1984)[13]

### No ficción
- Called Out of Darkness: A Spiritual Confession (2008), ISBN 0307388484, autobiografía

## Adaptaciones
- Dos sabuesos en la isla del edén (1994), película dirigida por Garry Marshall, basada en la novela Hacia el Edén
- Entrevista con el vampiro (1994), película dirigida por Neil Jordan, basada en la novela Entrevista con el vampiro
- Orgullo de raza (2001), telefilme dirigido por Peter Medak, basado en la novela La noche de todos los Santos
- La reina de los condenados (2002), película dirigida por Michael Rymer, basada en las novelas Lestat el vampiro y La reina de los condenados
- The Young Messiah (2016), película dirigida por Cyrus Nowrasteh, basada en la novela El Mesías: El niño judío
- Entrevista con el vampiro (2022), serie creada por Rolin Jones, basada en la novela Entrevista con el vampiro
- Las brujas de Mayfair (2023), serie creada por Michelle Ashford y Esta Spalding, basada en las novelas de la serie Las brujas de Mayfair